# Iujiulu Tunugui
Iujiulu Tunugui (em chinês: 郁久閭吐奴傀; romaniz.: Yùjiǔlǘ Tǔnúguī) foi o terceiro chefe tribal dos rouranos no século IV, em sucessão de seu pai Iujiulu Chelui. Segundo o Livro de Uei, em seu tempo os rouranos ainda eram dependentes dos toubas dos xiambeis. Teve um filho, chamado Bati, que o sucedeu quando faleceu.